# José Alves da Costa
Dom José Alves da Costa, DC (20 de abril de 1939 - 4 de dezembro de 2012) foi um bispo católico brasileiro.

## Biografia
Foi bispo auxiliar da Diocese de Ponta Grossa e bispo da Diocese de Corumbá. Como titular da Diocese de Corumbá, dom José Alves da Costa foi eleito por unanimidade coordenador-geral do Comitê de Corumbá e Ladário da Ação da Cidadania Contra a Fome, a Miséria e Pela Vida (Campanha contra a Fome, inspirada pelo Betinho), a qual posteriormente (1995) deu origem ao Pacto Pela Cidadania (ou Movimento Viva Corumbá), do qual também foi seu primeiro coordenador-geral, tendo como seu adjunto o Padre Pascoal Forin, que em 2008 era coordenador-geral nesses dois espaços públicos.